# Reugney
Reugney là một xã của tỉnh Doubs, thuộc vùng Bourgogne-Franche-Comté, miền đông nước Pháp.

## Dân số
| Năm | 1962 | 1968 | 1975 | 1982 | 1990 | 1999 | 2004 |
| --- | ---- | ---- | ---- | ---- | ---- | ---- | ---- |
| Dân số | 175  | 212  | 194  | 193  | 186  | 230  | 287  |
| From the year 1962 on: No double counting—residents of multiple communes (e.g. students and military personnel) are counted only once. |      |      |      |      |      |      |      |